# ¡Qué madre tan padre!
¡Qué madre tan padre! es una comedia de situación mexicana dirigida y producida por Jorge Ortiz de Pinedo para Televisa. Está protagonizada por Maribel Guardia y Mauricio Castillo.
La serie se transmitió por Las Estrellas del 25 de enero al 24 de junio de 2006.

## Argumento
Mauricio (arquitecto en una prestigiosa empresa) y Maribel (ama de casa y profesionista en una empresa de mercadoctenia) llevan un sólido matrimonio con cinco hijos. No obstante, los roles de cada uno se alteran cuando Mauricio termina desempleado y al no lograr conseguir otro empleo, la pareja acuerda que él será quien cuide del hogar. Maribel, sabiendo que su empleo no le es suficiente para llegar a fin de mes, logra contactar a Mike Well, un antiguo compañero suyo del colegio que tiene éxito en una empresa de ventas multinivel y Mike le ofrece una oportunidad laboral muy interesante. 
De pronto, Maribel se adapta a su nuevo rol como la sostén económico aún con las exigencias del trabajo que le hacen olvidarse momentáneamente de su familia y llegar tarde a casa en ocasiones; Mauricio por su parte todavía le es costoso adaptarse al suyo como trabajador doméstico. Además, Mike intenta ganarse la confianza de Maribel, quien tiene que lidiar con los celos de su marido hacía él.

## Reparto
- Maribel Guardia como Maribel Galicia
- Mauricio Castillo como Mauricio Hernández
- Jorge van Rankin como Mike Well
- Ricardo Margaleff como Animal
- Martha Ofelia Galindo como Doña Magos
- Lucila Mariscal como Doña Lucha
- Mauricio Herrera como Don Suegro
- Tamara Vargas como Sinforosa
- Stephanie Casteele como Liz Hernández Galicia
- Kristel Casteele como Luz Hernández Galicia
- Mauricio Bueno como Sebastián Hernández Galicia
- María Chacón como Jessica Hernández Galicia
- Jorge Trejo como Andrés Hernández Galicia